# 順慶寺
順慶寺（じゅんきょうじ）は、愛知県刈谷市泉田町池之浦3にある真宗大谷派の寺院である。

## 歴史
元は天台宗の寺院だった。応仁年間（1467年～1469年）に蓮如が三河国を訪れた際、住職の了往が蓮如の教えに感銘し、後に浄土真宗に転宗した。明応8年（1499年）に蓮如が往生を遂げると、明応9年（1500年）には実如から本尊となる絵像が下付された。永禄6年（1563年）の三河一向一揆の際にも、この地域の武士たちは身を挺して絵像を守った。
先代の住職である池浦良裕は名古屋大学文学部史学科出身であり、愛知県文化財保護指導委員や刈谷市文化財保護審議会委員を務めた。
2018年（平成30年）には本堂の修理が竣工した。現住職はサイバー坊主として知られており、順慶寺はサイバー寺院を自負している。

## 境内
- 「高橋先生頌徳碑」[6]
  - 1873年（明治6年）に順慶寺に開校した第五番小学泉田学校で、1880年（明治13年）から約2年ほど教員を務めた高橋隆三を顕彰している。高橋は1892年（明治25年）に逢見尋常小学校の教師兼校長となり、1909年（明治42年）の退職まで再びこの地域の教育に携わった。

## 交通アクセス
所在地
- 448-0004：愛知県刈谷市泉田町池之浦3

アクセス
- 名鉄名古屋本線 富士松駅から徒歩。